# Stenotabanus parvulus
Stenotabanus parvulus är en tvåvingeart som först beskrevs av Samuel Wendell Williston  1887.  Stenotabanus parvulus ingår i släktet Stenotabanus och familjen bromsar. Inga underarter finns listade i Catalogue of Life.